# Зелен павиан
Зеленият павиан (Papio anubis, нарича се още Анубисов павиан) е примат от род павиани. Видът е сред най-разпространените от рода с ареал на разпространение южно от Сахара в ивица, разположена между Мали на запад и Етиопия на изток. Отделни изолирани популации обитават и планински райони на Сахара. Обитава открити пространства, характерни за района, като савани, полупустини и гори.

## Описание
Зеленият павиан, може да бъде доста агресивен и често улавя газели, благодарение на кучешките си зъби, които достигат до 4 см дължина. Зеленият павиан може да достигне до 50 кг и прав до 1,20 м.